# Smej
Smej je priimek več znanih Slovencev:
- Jožef Smej (1922--2020), teolog, rimskokatoliški škof, pesnik, pisatelj in prevajalec
- Štefan Smej (1952--1996), etnolog, filozof in novinar
- Valentina Smej Novak (*1976), kolumnistka, prevajalka in TV voditeljica